# Fosfoenolpiruvat carboxilasa
El fosfoenolpiruvat carboxilasa (PEPC) és un enzim citosòlic present en cèl·lules vegetals, algues (verdes i blaves), microorganismes (bacteris fotosintètics i no fotosintètics). Per tant, és absent en els grups d'animals, fongs i llevats.
Fou observat per primera vegada per Bandurski i Greiner l'any 1953 durant l'experiment que mesurava la capacitat d'extracció d'aigua per part dels cloroplasts d'un full d'espinacs en la catàlisi de reaccions de carboxilació "obscura". En aquell moment es va considerar una carboxilasa de les plantes amb funció secundària respecte a la RuBisCO. Més tard, amb el descobriment de la fotosíntesi C₄ i la importància que hi tenia un isoenzim específic de la PEPC en aquest procés concretaren les funcions de l'enzim.
Actualment es coneixen tres isoenzims de la PEPC: l'isoenzim fotosintètic de la fulla de les plantes C₄; l'isoenzim de les plantes CAM i l'isoenzim anapleròtic de gran importància en els teixits vegetals. Per tant, participen en els processos de fotosíntesi de les plantes C₄, fotosíntesi de les plantes CAM i reaccions anapleròtiques.

## Estructura

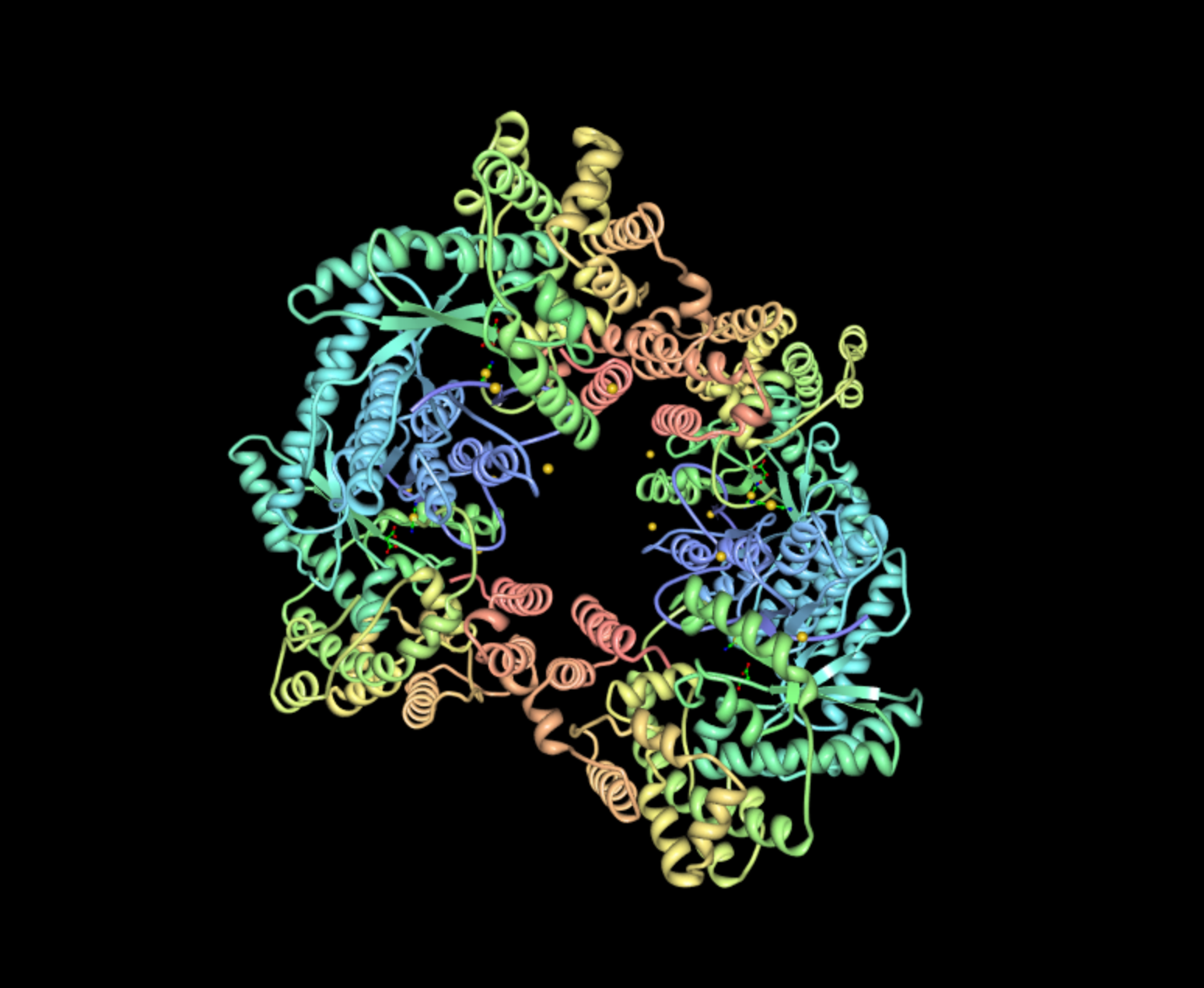
Fosfoenolpiruvat carboxilasa PEPC

El fosfoenolpiruvat carboxilasa és una proteïna amb funció catalítica (enzim) que s'uneix als angiospermes C₃,C₄,CAM i gimnospermes en vegetals o als enzims dels procariotes mitjançant una proteïna genèticament semblant al substrat (com en vegetals) o diferent (en procariotes), per tal de catalitzar els productes necessaris per als processos metabòlics.
Es defineix per tenir una massa molecular d'aproximadament 440kD en la forma nativa de l'enzim purificat en les plantes C₃, C₄ i CAM. L'estructura tridimensional (quaternària) s'organitza en forma d'homotetràmer, composta per quatre subunitats idèntiques d'uns 110kD disposades com a dímer de dos dímers. S'han observat excepcionalment algunes PEPCs de 240kD de massa molecular amb quatre subunitats de 60kD (Methanother- mus sociabilis).
Els PEPC de les cèl·lules eucariotes presenten un domini de fosforilació, que dona una propietat important, una forta regulació dels PEPC de cèl·lules vegetals per fosforilació reversible. A diferència dels vegetals, els PEPC bacterians no consten del domini.
Pel que fa a la seqüència d'aminoàcids de l'enzim, la PEPC no té una composició definida, és de gran diversitat i està formada per una família multigènica que codifica diferents isoenzims per satisfer la multitud de funcions que pot realitzar.
Cada una de les isoformes que caracteritzen els tipus de PEPC està codificada per gens diferents i es poden distingir per les propietats cinètiques i pel seu comportament cromatogràfic. Per exemple, la disposició d'un aminoàcid concret en el lloc 774 de la seqüència aminoàcida, implica diferències bàsiques en la cinètica entre l'isoenzim fotosintètic (tipus C₃) i l'isoenzim (tipus C₄), perquè en la PEPC-C₄ trobem una Serina i en la PEPC-C₃ una Alanina.

## Funcions

### Fotosíntesi de les plantes CAM i C₄

Vía de C4 (Hatch-Slack)

Hi ha moltes plantes com ara el blat de moro, la melca o la canya de sucre pròpies dels tròpic o bé que en procedeixen que tenen una ruta de fixació alternativa a la reacció de fixació catalitzada per la Rubisco. Aquesta ruta s'anomena ruta de Hatch-Slack en honor de Marshall Hatch i Rodger Slack, que la descobriren en la dècada de 1960.
Aquestes plantes són les anomenades, plantes C₄, un tipus de vegetals que tenen modificat el mesòfil de les seves fulles el qual té incorporat un isoenzim fotosintètic del fosfoenolpiruvat carboxilasa que catalitza la fixació del CO₂ en la seva ruta fotosintètica.
Presenten dos tipus de cèl·lules diferenciades que participen en el metabolisme fotosintètic de la fulla: les cèl·lules del mesòfil, que estan en contacte amb les cèl·lules de l'epidermis, i les cèl·lules de la beina, que envolten els feixos conductors. La ruta es caracteritza per les molècules intermèdies que intervenen, les quals són de quatre carbonis (d'aquí prové el seu nom) com és el cas del maltat i l'aspartat. Aquesta propietat permet evitar tant la fotorespiració a baixes tensions de CO₂ (menys de 50 ppm) com la pèrdua de vapor d'aigua per la via estòmica (dels estomes).
El procés s'inicia quan les cèl·lules del mesòfil, que es troben properes a la superfície externa de la fulla, prenen el CO₂ directament de l'atmosfera. Aquest procés té lloc al citosol on s'hidrata a hidrogencarbonat gràcies a l'acció de l'enzim anhidrasa carbònica (CA). Tot seguit aquest hidrogencarbonat és assimilat en forma d'Oxalacetat (OAA), un àcid de quatre carbonis, mitjançant la intervenció del fosfoenolpiruvat carboxilasa. Aquest metabòlit és transportat fins a l'interior del cloroplast on es converteix en maltat mitjançant l'acció de l'enzim màlic deshidrogenasa (MDH) dependent de NADP+.
A continuació el maltat, en intercanvi amb el Oxalacetat que s'està produint, és transportat al citoplasma. Des d'aquí migra fins a les cèl·lules de la beina vascular, les quals estan aïllades de l'intercanvi directe de CO₂ de l'atmosfera, i és descarboxil·lat mitjançant l'enzim màlic deshidrogenasa descarboxilant, també dependent de NADP+. Finalment el CO₂ produït s'empra per la síntesi de carbohidrats mitjançant el Cicle de Calvin que té lloc en aquestes cèl·lules. El piruvat que resulta de la descarboxilació retorna a les cèl·lules del mesòfil i és transportat a l'interior del cloroplast on es produeix PEP en una reacció catalitzada per l'enzim piruvat ortofosfat dicinasa (PPDK). Per tant, la funció principal de la ruta C₄ és concentrar CO₂ a les cèl·lules internes de la beina vascular per mitjà de la PEPC que funciona com una bomba.
En les plantes CAM, la fixació del CO₂ es dona de forma similar a les C₄, però, l'activitat de les enzimes carboxilants, Rubisco i l'isoenzim de la PEPC estan separades en el temps i no en l'espai com en les C₄. Els enzims involucrats en la fotosíntesi es troben en una mateixa cèl·lula i la seva activitat s'expressa de forma diferent al llarg del dia. Concretament la fixació del CO₂ es duu a terme de nit.

### Anapleròtica
Hi ha reaccions que s'encarreguen d'emportar-se els intermediaris que intervenen en el Cicle de Krebs per tal de ser utilitzats en altres vies metabòliques. Tots aquests intermediaris que es retiren del cicle de Krebs, com per exemple el glutamat, han de ser reposats, ja que si el cicle es queda sense intermediaris no és capaç de realitzar la seva funció i s'atura (per exemple, si no hi ha oxalacetat, l'acetil coA no pot formar citrat).
Llavors, apareixen les vies anapleròtiques que són aquelles que retornen determinats intermediaris al Cicle de Krebbs. Les reaccions anapleròtiques són, per tant, aquelles en les quals un compost que no forma part del Cicle de Krebs passa a formar-ne part. Aquestes reaccions reposen qualsevol metabòlit però el més important és el OAA (oxalacetat).
Principals reaccions anapleròtiques.
1. Piruvat o àcid piruvic→OAA per mitjà de la carboxilació.
  - Té lloc als mitocondris.
  - És una reacció irreversible.
  - Requereix energia que s'obté per hidròlisi d'ATP.
  - L'enzim que intervé en la reacció és el piruvat carboxilasa, i l'activador al·lostèric: l'acetil CoA.
2. Fosfoenolpiruvat (PEP) →OAA per carboxilació.
  - Té lloc al citosol
  - És reversible.
  - El PEP és un compost ric en energia, per tant allibera GTP.
  - L'enzim que intervé és la PEP carboxilasa.
3. Piruvat → Maltat a través de la carboxilació i la reducció del grup cetona al grup alcohol.
  - Té lloc al citosol.
  - És una reacció reversible.
  - S'oxida NADPH+H+ i s'obté NADP.
  - L'enzim que intervé és la màlica que regula els nivells de NADPH i sintetitza maltat a partir del piruvat.

Juntament amb la seva participació clau en el context fotosintètic, el PEPC té una multitud de funcions en altres contextos fisiològics: en el moviment i interacció del tub pol·linitzador amb l'estil, en l'homeòstasi cel·lular i del pH, en l'absorció i el transport de cations per les arrels, en el subministrament de carbonis per la formació d'esquelets, en la fixació de N2 en llegums, en la biosíntesi d'aminoàcids, en la formació, maduració i germinació de les llavors i en la maduració de la fruita.

## Regulació per fosforilació reversible
El PEPC fotosintètic i no fotosintètic està regulat per un procés de fosforilació reversible. La fosforilació reversible del PEPC fotosintètic es dona tant en les CAM com en les plantes C₄. Aquest procés depèn de la llum en les plantes C₄ i d'un oscil·lador encara no identificat en plantes CAM.
En qualsevol d'aquests dos casos, la fosforilació de PEPC s'associa amb la fase activa de la fixació de CO₂. Es tracta d'un mecanisme sinèrgic que altera la regulació metabòlica dels seus efectors negatius, com el L-Malat, i dels positius, com el G6P (gliceraldehid-6-fosfat); al mateix temps que modifica la resposta al pH. El PEPC fosforilat és menys sensible a l'àcid màlic, respon millor a G6P i és més eficaç a pH fisiològic òptim que oscil·la entre 7 i 7,3.
La fosforilació del PEPC es produeix en un únic residu de Serina(Ser), situat a l'extrem N-terminal de la proteïna. Aquest efecte de fosforilació pot ser simulat per la introducció d'una càrrega negativa, substituint el residu de Serina per l'Aspartat (Asp) a l'extrem susdit. La incorporació d'una càrrega negativa en aquell camp es tradueix en un augment de velocitat catalítica i una disminució de la sensibilitat al L-Malat.
La modificació de les propietats funcionals de les PEPC també s'aconsegueix per la unió de la PEPC als anticossos específics dirigits contra els pèptids sintètics de 20 aminoàcids situats a l'extrem N-terminal, que conté la seqüència del lloc de fosforilació de l'enzim PEPC-C₄ de les fulles de sorgo (un tipus de planta C₄). Aquests anticossos eviten una distorsió de la molècula que simula la fosforilació.